# Саице
Саице су насељено мјесто у општини Пале, Република Српска, БиХ. Према попису становништва из 1991. у насељу је живјело 78 становника.

## Становништво
| Националност       | 1991. | 1981. | 1971. | 1961. |
| Срби               | 78    | 93    | 137   | 184   |
| Југословени        |       | 2     |       |       |
| остали и непознато |       |       |       |       |
| Укупно             | 78    | 95    | 137   | 184   |

| Демографија | Демографија | Демографија |
| Година      | Становника  | Становника  |
| ----------- | ----------- | ----------- |
| 1961.       | 184         |             |
| 1971.       | 137         |             |
| 1981.       | 95          |             |
| 1991.       | 78          |             |